# Joseph Pulitzer-emlékdíjjal kitüntetett alkotók listája

## A magyarJoseph Pulitzer-emlékdíjkitüntetettjeinek listája
| Év   | Név                                       | Kategória                                                                   | Megj.         |
| ---- | ----------------------------------------- | --------------------------------------------------------------------------- | ------------- |
| 1991 | 168 Óra                                   | Újságírói alkotóközösségek, szerkesztőségek                                 | [ 1 ]         |
| 1991 | Baló György                               | Tényfeltáró riportok, elemzések                                             | [ 1 ]         |
| 1991 | Benkő Imre                                | Sajtófotó                                                                   | [ 1 ]         |
| 1991 | Gömöri Endre                              | Külpolitika újságírás                                                       | [ 1 ]         |
| 1991 | Kenedi János                              | Sajtótörténeti mű, memoár                                                   | [ 1 ]         |
| 1991 | Megyesi Gusztáv                           | Publicisztika                                                               | [ 1 ]         |
| 1991 | Ruffy Péter                               | Életmű                                                                      | [ 1 ]         |
| 1991 | Szénási Sándor                            | Szerkesztőségi tevékenység                                                  | [ 1 ]         |
| 1992 | Farkasházy Tivadar                        | Szerkesztőségi tevékenység                                                  | [ 1 ]         |
| 1992 | Heti Világgazdaság                        | Újságírói alkotóközösségek, szerkesztőségek                                 | [ 1 ]         |
| 1992 | Kaján Tibor                               | Sajtóillusztráció                                                           | [ 1 ]         |
| 1992 | Kántor Lajos                              | Tényfeltáró riportok, elemzések                                             | [ 1 ]         |
| 1992 | Méray Tibor                               | életmű                                                                      | [ 1 ]         |
| 1992 | R. Székely Julianna                       | Publicisztika                                                               | [ 1 ]         |
| 1992 | Vajna János                               | Publicisztika                                                               | [ 1 ]         |
| 1992 | Vujity Tvrtko                             | Külpolitikai újságírás                                                      | [ 1 ]         |
| 1993 | Bánkuti András                            | Sajtófotó                                                                   | [ 1 ]         |
| 1993 | Bolgár György                             | Külpolitikai újságírás                                                      | [ 1 ]         |
| 1993 | Csatár Imre                               | Életmű                                                                      | [ 1 ]         |
| 1993 | Csicsery-Rónay István                     | Életmű                                                                      | [ 1 ]         |
| 1993 | Egyenleg                                  | Újságírói alkotóközösségek, szerkesztőségek                                 | [ 1 ]         |
| 1993 | Fekete Doboz                              | Tévériport, dokumentumfilm                                                  | [ 1 ]         |
| 1993 | Murányi Gábor                             | Sajtótörténeti mű, memoár                                                   | [ 1 ]         |
| 1993 | Simkó János                               | Rádióriportok, szerkesztőségi tevékenység                                   | [ 1 ]         |
| 1993 | Váncsa István                             | Publicisztika                                                               | [ 1 ]         |
| 1994 | Domány András                             | Rádióriportok, szerkesztőségi tevékenység                                   | [ 1 ]         |
| 1994 | Fejtő Ferenc                              | Életmű                                                                      | [ 1 ]         |
| 1994 | Juhász Gábor                              | Tényfeltáró riportok, elemzések                                             | [ 1 ]         |
| 1994 | Kepes András                              | Tévériport, dokumentumfilm                                                  | [ 1 ]         |
| 1994 | Lázár István                              | Publicisztika                                                               | [ 1 ]         |
| 1994 | Magyar Narancs                            | Újságírói alkotóközösségek, szerkesztőségek                                 | [ 1 ]         |
| 1994 | Mihancsik Zsófia                          | Sajtótörténeti mű, memoár                                                   | [ 1 ]         |
| 1994 | Nemes Gábor                               | Külpolitikai újságírás                                                      | [ 1 ]         |
| 1994 | Szabó Barnabás                            | Sajtófotó                                                                   | [ 1 ]         |
| 1995 | Benda László                              | Külpolitikai cikkek, elemzések                                              | [ 1 ]         |
| 1995 | Buzinkay Géza                             | Sajtótörténeti mű, memoár                                                   | [ 1 ]         |
| 1995 | Csalog Zsolt                              | Cikk, cikksorozat társadalmi-politikai jelenségekről                        | [ 1 ]         |
| 1995 | Hegyi Imre                                | Rádióriportok, szerkesztőségi tevékenység                                   | [ 1 ]         |
| 1995 | Kovalik Márta                             | Rádióriportok, szerkesztőségi tevékenység                                   | [ 1 ]         |
| 1995 | Kritika                                   | Újságírói alkotóközösségek, szerkesztőségek                                 | [ 1 ]         |
| 1995 | Lehoczki István                           | Sajtófotó, illusztráció                                                     | [ 1 ]         |
| 1995 | Szász János                               | Publicisztika, kommentátori tevékenység                                     | [ 1 ]         |
| 1995 | Vigilia                                   | Újságírói alkotóközösségek, szerkesztőségek                                 | [ 1 ]         |
| 1995 | Vitray Tamás                              | Életmű                                                                      | [ 1 ]         |
| 1996 | Baracs Dénes                              | Publicisztika, kommentátori tevékenység, külpolitikai cikkek, elemzések     | [ 2 ]         |
| 1996 | Bossányi Katalin                          | Cikk, cikksorozat társadalmi-politikai jelenségekről                        | [ 2 ]         |
| 1996 | Fábry János                               | Sajtófotó, illusztráció                                                     | [ 2 ]         |
| 1996 | Gáll Ernő                                 | Életmű                                                                      | [ 2 ]         |
| 1996 | Korunk                                    | Újságírói alkotóközösségek, szerkesztőségek                                 | [ 2 ]         |
| 1996 | Szabad Föld                               | Újságírói alkotóközösségek, szerkesztőségek                                 | [ 2 ]         |
| 1996 | Szabó István                              | Rádió-és TV-riportok, szerkesztői, műsorvezetői tevékenység                 | [ 2 ]         |
| 1996 | Szilágyi János                            | Életmű                                                                      | [ 2 ]         |
| 1996 | Wisinger István                           | Rádió-és TV-riportok, szerkesztői, műsorvezetői tevékenység                 | [ 2 ]         |
| 1997 | Borbándi Gyula                            | Életmű                                                                      |               |
| 1997 | Figyelő                                   | Alkotóközösség                                                              |               |
| 1997 | Friderikusz Sándor                        | Rádió-és TV-riportok, szerkesztői, műsorvezetői tevékenység                 |               |
| 1997 | Révész Tamás                              | Sajtófotó, illusztráció                                                     |               |
| 1997 | Szente László                             | Cikk, cikksorozat társadalmi-politikai elemzésekről                         |               |
| 1997 | Tibori Szabó Zoltán                       | Publicisztika, kommentátori tevékenység, külpolitikai cikkek, elemzések     |               |
| 1997 | Varga László                              | Cikk, cikksorozat társadalmi-politikai elemzésekről                         |               |
| 1998 | Faludy György                             | Életmű                                                                      | [ 1 ]         |
| 1998 | Javorniczky István                        | Publicisztika, kommentátori tevékenység, külpolitikai cikkek, elemzések     | [ 1 ]         |
| 1998 | Kovács Zoltán                             | Tényfeltáró riportok, cikkek, cikksorozat társadalmi-politikai eseményekről | [ 1 ]         |
| 1998 | Magyar Rádió Tudományos Szerkesztősége    | Újságírói alkotóközösségek, szerkesztőségek                                 | [ 1 ]         |
| 1998 | Rácz Albert                               | Képi megjelenítés                                                           | [ 1 ]         |
| 1998 | Tarnói Gizella                            | Tényfeltáró riportok, cikkek, cikksorozat társadalmi-politikai eseményekről | [ 1 ]         |
| 1999 | Almási Tamás                              | Rádió-és TV-riportok, szerkesztői, műsorvezetői tevékenység                 | [ 1 ]         |
| 1999 | Bodor Pál                                 | Életmű                                                                      | [ 1 ]         |
| 1999 | HVG címlap                                | Újságírói alkotóközösségek, szerkesztőségek                                 | [ 1 ]         |
| 1999 | Pápai Gábor                               | Képi megjelenítés                                                           | [ 1 ]         |
| 1999 | Rádi Antónia                              | Tényfeltáró riportok, cikkek, cikksorozat társadalmi-politikai eseményekről | [ 1 ]         |
| 1999 | Schiffer Pál                              | Rádió-és TV-riportok, szerkesztői, műsorvezetői tevékenység                 | [ 1 ]         |
| 1999 | Seres László                              | Publicisztika, kommentátori tevékenység, külpolitikai cikkek, elemzések     | [ 1 ]         |
| 2000 | Czigány György                            | Életmű                                                                      | [ 1 ]         |
| 2000 | Hardy Mihály                              | Rádió-és TV-riportok, szerkesztői, műsorvezetői tevékenység                 | [ 1 ]         |
| 2000 | Kő András                                 | Tényfeltáró riportok, cikkek, cikksorozat társadalmi-politikai eseményekről | [ 1 ]         |
| 2000 | Nyerges András                            | Publicisztika, kommentátori tevékenység, külpolitikai cikkek, elemzések     | [ 1 ]         |
| 2000 | Polgár Dénes                              | Életmű                                                                      | [ 1 ]         |
| 2000 | Rádiókabaré                               | Alkotóközösségek                                                            | [ 1 ]         |
| 2000 | Révész Sándor                             | Sajtótörténeti mű, memoár                                                   | [ 1 ]         |
| 2000 | Szalay Zoltán                             | Képi megjelenítés                                                           | [ 1 ]         |
| 2001 | Markert Károly                            | Képi megjelenítés                                                           | [ 1 ]         |
| 2001 | Nagy N. Péter                             | Publicisztika                                                               | [ 1 ]         |
| 2001 | Ormos Mária                               | Sajtótörténeti mű, memoár                                                   | [ 1 ]         |
| 2001 | Országház Parlamenti Magazin (RTL Klub)]] | Újságírói alkotóközösségek, szerkesztőségek                                 | [ 1 ]         |
| 2001 | Pannonhalmi Szemle                        | Újságírói alkotóközösségek, szerkesztőségek                                 | [ 1 ]         |
| 2001 | Rádai Eszter                              | Rádióriportok, szerkesztőségi tevékenység                                   | [ 1 ]         |
| 2001 | Schäffer Erzsébet                         | Tényfeltáró riportok, cikkek, cikksorozat társadalmi-politikai eseményekről | [ 1 ]         |
| 2001 | Scipiades Erzsébet                        | Tényfeltáró riportok, cikkek, cikksorozat társadalmi-politikai eseményekről | [ 1 ]         |
| 2001 | Zsolt Róbert                              | Életmű                                                                      | [ 1 ]         |
| 2002 | Bajomi-Lázár Péter                        | Sajtótörténeti mű, memoár                                                   | [ 1 ]         |
| 2002 | Bajor Nagy Ernő                           | Életmű                                                                      | [ 1 ]         |
| 2002 | Kuszálik Péter                            | Sajtótörténeti mű, memoár                                                   | [ 1 ]         |
| 2002 | Molnár Gál Péter                          | Kritika                                                                     | [ 1 ]         |
| 2002 | Pünkösti Árpád                            | Tényfeltáró riportok, cikkek, cikksorozat társadalmi-politikai eseményekről | [ 1 ]         |
| 2002 | Szegő András                              | Publicisztika                                                               | [ 1 ]         |
| 2002 | Tettamanti Béla                           | Képi megjelenítés                                                           | [ 1 ]         |
| 2002 | Világóra (Kossuth Rádió)                  | Újságírói alkotóközösségek, szerkesztőségek                                 | [ 1 ]         |
| 2003 | Benedikty Béla                            | Rádiós riporteri, szerkesztői, műsorvezetői tevékenység                     | [ 1 ]         |
| 2003 | Kertész Péter                             | Életmű                                                                      | [ 1 ]         |
| 2003 | Magyar Hírlap Fotórovat                   | Képi megjelenítés                                                           | [ 1 ]         |
| 2003 | Molnár Erzsébet                           | Publicisztika                                                               | [ 1 ]         |
| 2003 | Octogon architecture&design               | Alkotóközösségek                                                            | [ 1 ]         |
| 2003 | Propaganda Kulturális magazin (TV2)       | Televíziós                                                                  | [ 1 ]         |
| 2003 | Romhányi Tamás                            | Cikk, cikksorozat, riport                                                   | [ 1 ]         |
| 2003 | Tóta W. Árpád                             | Internetes újságírás                                                        | [ 1 ]         |
| 2004 | Az Este (M1)                              | Televíziós tevékenység                                                      | [ 1 ]         |
| 2004 | BBC Magyar Adás                           | Alkotóközösségek                                                            | [ 1 ]         |
| 2004 | Füzes Oszkár                              | Külpolitikai elemző újságírás                                               | [ 1 ]         |
| 2004 | György Bence                              | Oknyomozó újságírás                                                         | [ 1 ]         |
| 2004 | Korniss Péter                             | Képi megjelenítés                                                           | [ 1 ]         |
| 2004 | Mong Attila                               | Oknyomozó újságírás                                                         | [ 1 ]         |
| 2004 | Nej György                                | Rádiós tevékenység                                                          | [ 1 ]         |
| 2004 | Ocsovai Gábor                             | Életmű                                                                      | [ 1 ]         |
| 2004 | Szále László                              | Publicisztika                                                               | [ 1 ]         |
| 2005 | Cs. Gyimesi Éva                           | Publicisztika                                                               | [ 4 ]         |
| 2005 | Litera.hu                                 | Újságírói alkotóközösségek, szerkesztőségek                                 | [ 4 ]         |
| 2005 | Márton Anna                               | Életmű                                                                      | [ 4 ]         |
| 2005 | Szandelszky Béla                          | Képi megjelenítés                                                           | [ 4 ]         |
| 2005 | Váradi Júlia                              | Rádiós riporteri, szerkesztői, műsorvezetői tevékenység                     | [ 4 ]         |
| 2005 | Végel László                              | Publicisztika                                                               | [ 4 ]         |
| 2006 | Fehér Béla                                | Publicisztika                                                               | [ 5 ]         |
| 2006 | Figyelő                                   | Újságírói alkotóközösségek, szerkesztőségek                                 | [ 5 ]         |
| 2006 | Lengyel László                            | Életmű                                                                      | [ 5 ]         |
| 2006 | Szente László                             | Rádiós és televíziós újságírói tevékenység                                  | [ 5 ]         |
| 2006 | Teknős Miklós                             | Képi megjelenítés                                                           | [ 5 ]         |
| 2006 | Uj Péter                                  | Publicisztika                                                               | [ 5 ]         |
| 2007 | 2000 című folyóirat                       | Újságírói alkotóközösségek, szerkesztőségek                                 | [ 1 ]         |
| 2007 | Bojtár B. Endre                           | Publicisztika                                                               | [ 1 ]         |
| 2007 | Róbert László                             | Életmű                                                                      | [ 1 ]         |
| 2007 | Szabó László Róbert (Marabu)              | Képi megjelenítés                                                           | [ 1 ]         |
| 2007 | Széchenyi Ágnes                           | Sajtó-és médiatörténet                                                      | [ 1 ]         |
| 2008 | Bódis András                              | Cikk, ciksorozat                                                            | [ 6 ]         |
| 2008 | Gárdi Balázs                              | Képi megjelenítés                                                           | [ 6 ]         |
| 2008 | InfoRádió szerkesztősége                  | Alkotóközösség                                                              | [ 6 ]         |
| 2008 | Rajnai Attila                             | Tényfeltáró újságírás                                                       | [ 6 ]         |
| 2008 | Rapcsányi László                          | Életmű                                                                      | [ 6 ]         |
| 2008 | Zentai Péter                              | Rádiós újságírói tevékenység                                                | [ 6 ]         |
| 2009 | Gál Sándor                                | Életmű                                                                      | [ 7 ]         |
| 2009 | Krizsó Szilvia                            | Televíziós műsorvezetői tevékenység                                         | [ 7 ]         |
| 2009 | Rédei Ferenc                              | Életmű                                                                      | [ 7 ]         |
| 2009 | Szilágyi Ákos                             | Publicisztika                                                               | [ 7 ]         |
| 2010 | Bodoky Tamás                              | Tényfeltáró újságírás                                                       | [ 8 ]         |
| 2010 | OSA Archívum                              | Sajtótörténet                                                               | [ 8 ]         |
| 2010 | Varró Szilvia                             | Tényfeltáró újságírás                                                       | [ 8 ]         |
| 2011 | Feuer Mária                               | Életmű                                                                      | [ 9 ]         |
| 2011 | Koltai Tamás                              | Írott sajtó                                                                 | [ 9 ]         |
| 2011 | Rékai Gábor                               | Elektronikus újságírás                                                      | [ 9 ]         |
| 2012 | Aczél Endre                               | Elektronikus sajtó                                                          | [ 10 ]        |
| 2012 | Bölcs István                              | Életmű                                                                      | [ 10 ]        |
| 2012 | Tódor János                               | Írott sajtó                                                                 | [ 10 ]        |
| 2013 | Blahó Miklós                              | Írott sajtó                                                                 | [ 11 ]        |
| 2013 | Házon kívül szerkesztősége                | Újságírói alkotóközösségek, szerkesztőségek                                 | [ 11 ]        |
| 2013 | Kálmán Olga                               | Televíziós riporteri, szerkesztői és műsorvezetői tevékenység               | [ 11 ]        |
| 2014 | Cseke Eszter                              | Televíziós riporteri, szerkesztői, műsorvezetői tevékenység                 | [ 12 ]        |
| 2014 | Érdi Sándor                               | Életmű                                                                      | [ 12 ]        |
| 2014 | Rényi Pál Dániel                          | Írott sajtó                                                                 | [ 12 ]        |
| 2014 | S. Takács András                          | Televíziós riporteri, szerkesztői, műsorvezetői tevékenység                 | [ 12 ]        |
| 2015 | A kuratórium nem adott ki díjat.          | A kuratórium nem adott ki díjat.                                            | [ 13 ]        |
| 2016 | Átlátszó.hu internetes portál             | Újságírói alkotóközösségek, szerkesztőségek                                 | [ 14 ]        |
| 2017 | Brückner Gergely                          | Írott sajtó                                                                 | [ 15 ]        |
| 2017 | Horvát János                              | Életmű                                                                      | [ 15 ]        |
| 2018 | Földes András                             | videoriport                                                                 | [ 16 ]        |
| 2018 | Mester Ákos                               | Életmű                                                                      | [ 16 ]        |
| 2019 | A kuratórium nem adott ki díjat.          | A kuratórium nem adott ki díjat.                                            | [ 13 ]        |
| 2020 | A kuratórium nem adott ki díjat.          | A kuratórium nem adott ki díjat.                                            | [ 13 ]        |
| 2021 | Dezső András                              | Tényfeltárás                                                                | [ 17 ]        |
| 2021 | Győrffy Miklós                            | (posztumusz)                                                                | [ 17 ]        |
| 2022 | A kuratórium nem adott ki díjat.          | A kuratórium nem adott ki díjat.                                            | [ 13 ]        |
| 2023 | Gulyás Márton                             | Közéleti újságírás                                                          | [ 13 ] [ 18 ] |
| 2023 | Keleti Éva                                | Életmű                                                                      | [ 13 ] [ 18 ] |
| 2023 | Martin József                             | Életmű                                                                      | [ 13 ] [ 18 ] |